# Битва в морі Бісмарка
Битва в морі Бі́смарка (2—4 березня 1943 року) — морська битва, яка відбулася в південно-західній частині Тихого океану у морі Бісмарка під час Другої світової війни. У битві літаки ВПС США та Королівських ВПС Австралії атакували японський морський конвой, який перевозив військових в Лае, Нова Гвінея. Були потоплені всі японські транспорти, загинула значна частина військовослужбовців японської армії.
В грудні 1942 року Генеральним штабом Збройних сил Японії було ухвалено рішення відправити конвой, щоб зміцнити свої позиції в Новій Гвінеї. Згідно плану близько 6 900 японських військовослужбовців повинні були перевести морем з Рабаула безпосередньо в Лае. План був ризикований, тому що авіація Союзників в цьому регіоні була дуже активна. Проте іншого виходу в японців не було, бо інакше військам довелося б пересуватись по дуже складній заболоченій місцевості, через джунглі та гори без доріг. 28 лютого 1943 року конвой, який складався з 8-ми військових транспортів, 8-ми есмінців та близько сотні літаків, вирушив з бухти Сімпсон в Рабаулі.
Повідомлення про морський конвой японців американці перехопили та відправили на розшифрування в Мельбурн та Вашингтон. Після розшифрування Союзники вже знали місце призначення конвою та дату прибуття. Союзники розробили нові методи повітряного нападу на кораблі. Японський конвой був виявлений та супроводжувався військово-повітряними силами Союзників до атак 2-го, 3-го і 4-то березня. Всі вісім транспортів та чотири есмінці супроводу були потоплені. З 6 900 військовослужбовців, які перевозилися конвоєм, лише близько 1 200 дісталися до Лае. Ще 1 200 були врятовані есмінцями та підводними човнами і повернулися в Рабаул. Після цієї поразки японці більше не робили спроб зміцнити свої позиції в Лае. Японська армія була вже не взмозі зупинити наступ Союзників в Новій Гвінеї.

## Передумови

### Наступ Союзників
Через шість місяців після нападу японців на Перл-Гарбор в грудні 1941 року, США отримали стратегічну перемогу в битві за Мідвей. Користуючись стратегічною ініціативою Сполучені Штати та їх союзники висадилися в серпні 1942 року на Гуадалканалі в Південних Соломонових островах. Битва за Гуадалканал закінчилася перемогою Союзників та евакуацією японських військ з Гуадалканалу в лютому 1943 року. В той же час американські та австралійські війська зупинили наступ японців на Кокодському тракті в Папуа Новій Гвінеї. Перейшовши у наступ війська Союзників захопили Буна-Гона, знищивши японські війська в цьому районі.
Кінцевою метою наступу Союзників в Новій Гвінеї та Соломонових островах було захоплення основної морської бази японців в Рабаулі та створення плацдарму для можливого завоювання Філіппін. Визнаючи загрозу, японці продовжували відправляти сухопутні, морські та повітряні підкріплення в даний регіон для зміни ситуації на свою користь.

### Японські плани
Аналізуючи хід битви за Гуадалканал та битви при Буна-Гона в грудні 1942 року, японці зіткнулися з перспективою втрати своїх завоювань в Папуа Новій Гвінеї. Тому, Генеральний штаб Збройних сил Японії вирішив вжити заходів для зміцнення японських позицій в південно-західному тихоокеанському регіоні відправивши 20-ту дивізію генерал-лейтенанта Гейсукі Абе з Кореї на Гуадалканал і 41-у дивізію з Китаю в Рабаул. Генерал-лейтенант Хітосі Імамура, який командував 8-ю японською армією в Рабаулі, наказав генерал-лейтенанту Гатадзо Адаті з 18-ю японською армією забезпечити охорону Мадангу, Веваку і Глостеру в Новій Гвінеї. 29 грудня Адаті наказав 102-му піхотному полку та іншим підрозділам під командуванням генерал-майора Тору Окабе, командиру 51-ї піхотної дивізії вирушити з Рабаулу до Лае та захопити Вау. Після прийняття рішення про евакуацію японських військ з Гуадалканалу 4 січня 1943 року японці перевели свої пріоритеті з Соломонових островів на Нову Гвінею та було ухвалено рішення відправити 20-у і 41-у дивізію до Вевака

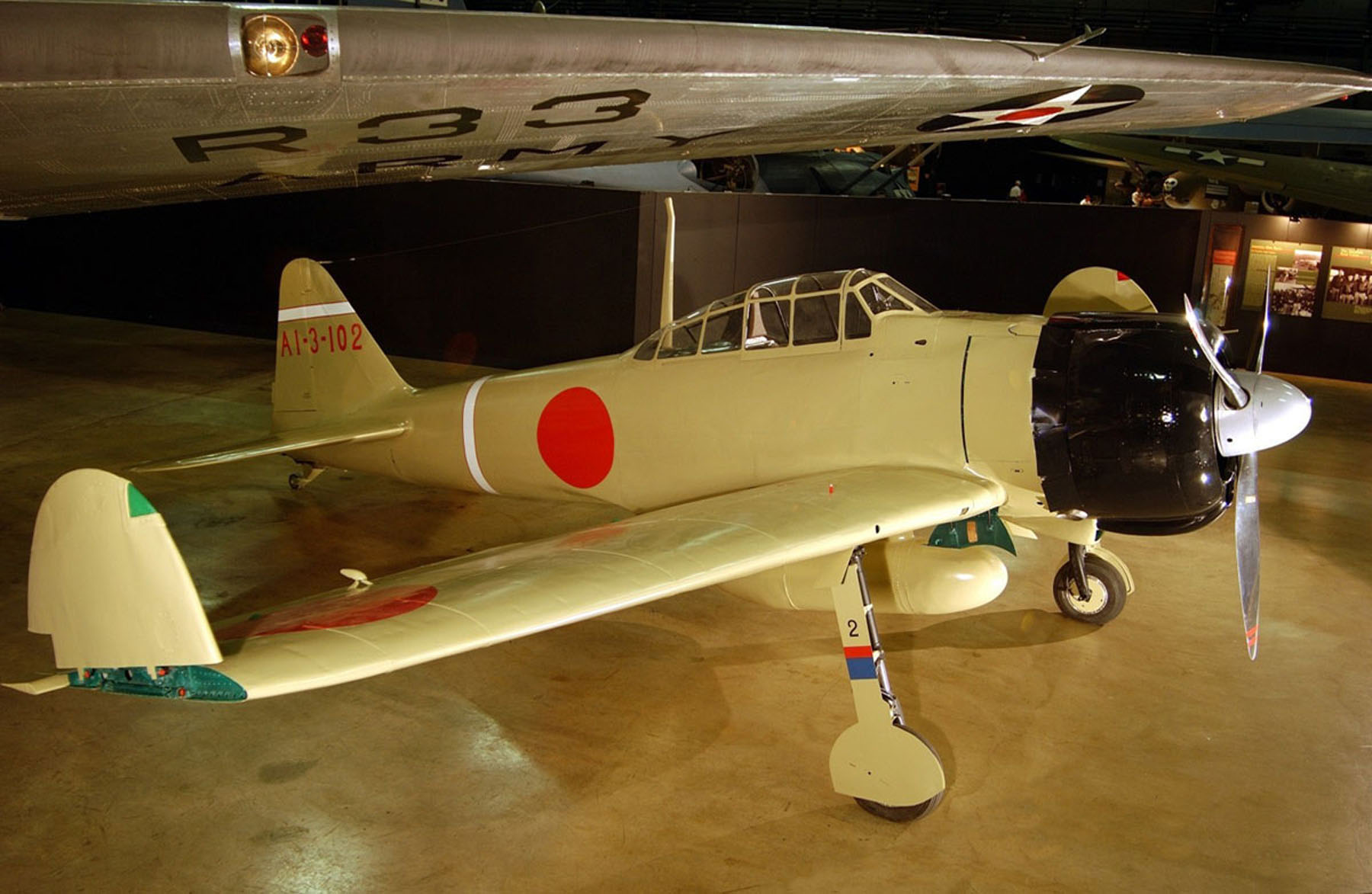
Mitsubishi A6M Zero, який брав участь в битві в морі Бісмарка представлений в національному музеї ВПС США

5 січня 1943 року, конвой, який складався з п'яти есмінців та п'яти військових транспортів відплив з Рабаулу до Лае. Літаки ВПС США та Королівських ВПС Австралії напали на конвой, який прикривали японські винищувачі. Есмінці врятували 739 із 1100 японських військовослужбовців. Проте, попри атаку Союзників, конвою вдалося досягти Лае 7 січня. Пізніше військові підрозділи з цього конвою брали участь в битві при Вау.
Більша частина 20-ї дивізії була висаджена в Веваку з швидкісних морських транспортів до 19 січня 1943 року, а 41-а дивізія до 12 лютого. Імамура та віце-адмірал Гун'їті Мікава, командуючий 8-м Імператорським флотом Японії розробили план перекидання японських військ з Рабаулу до Лае 3 березня та перекидання решти 20-ї дивізії в Маданг 10 березня. Цей план був визнаний ризикованим, тому що авіація Союзників була дуже активною в даному регіоні. Штаб 18-ї армії прогнозував втрату чотирьох з десяти транспортів та близько 30 — 40 літаків і заявив про шанси на успіх операції п'ятдесят на п'ятдесят відсотків. З іншого боку суходільний шлях з Мадангу до Лае був надто складний через болотяну місцевість, джунглі, гори та відсутність доріг. Для захисту конвою було виділено три військово-морські і дві армійські групи винищувачів та тимчасово перекинуті 18 винищувачів з авіаносця Дзуйхо.

### Підготовка Союзників
Союзники досить швидко почали виявляти ознаки підготовки нового конвою. Японський гідролітак, який зазвичай використовується для протичовнових патрулів, був виявлений 7 лютого 1943 року. Командуючий ВПС Союзників в південно-західному тихоокеанському регіоні генерал-лейтенант Джордж Кенні наказав збільшити кількість розвідувальних патрулів навколо Рабаулу. 14 лютого були отримані аерофотознімки, які показували 79 суден в порту, в тому числі 45 торгових суден і шість транспортів. Було зрозуміло, що готується новий конвой, але його мета була невідома. 16 лютого шифрувальники в Мельбурні та Вашингтоні закінчили розшифровку та переклад повідомлення, яке розкривало японські наміри направити конвої до Веваку, Мадангу та Лае. Згодом було розшифроване повідомлення японців про конвой до Лае 5 березня. Ще пізніше стала відома дата 12 березня. 22 лютого літак-розвідник повідомив про 59 торгових суден в гавані Рабаулу.
Кенні прочитав повідомлення про конвой в ставці Верховного головнокомандуючого силами Союзників в південно-західному тихоокеанському регіоні генерала Дугласа Макартура 25 лютого. Перспектива додаткових 6900 японських військових в районі Лае порушувала плани Макартура по захопленню даного регіону. Кенні передав кур'єром повідомлення для бригадного генерала Еніса Вайтхеда, заступника командира військово-повітряних сил в Новій Гвінеї. Еніс Вайтхед командував всіма ВПС в Новій Гвінеї. В тому числі в його підпорядкування входила оперативна група RAAF, під командуванням Джо Х'юїта.
Кенні повідомив Вайтхеда про можливу дату конвою та попередив про можливий супровід конвою японською авіацією. Кенні прилетів до Порт-Морсбі 26 лютого, де він зустрівся з Вайтхедом. Два генерала оглянули винищувачі та бомбардувальники та вирішили напасти на конвой японців в протоці Витязя. Кенні повернувся в Брисбен 28 лютого.

## Тактика Союзників
Оскільки головні промислові об'єкти Японії були за межами дальності польоту навіть найбільших стратегічних бомбардувальників, що діяли з військово-повітряних баз в Австралії та Новій Гвінеї, головним завданням бомбардувальної авіації в південно-західному тихоокеанському регіоні було бомбардування японських ліній постачання, особливо на морських комунікаціях. Результати дій авіації Союзників проти японських конвоїв в січні 1943 року були невтішними. При 416 літако-вильотах були потоплено лише два кораблі і пошкоджено три. Необхідна була зміна тактики. Група капітана Білла Гарінга, офіцера RAAF зі штабу Кенні з великим досвідом роботи в повітряних морських операціях, у тому числі і в Європі, рекомендувала, щоб японські конвої піддавалися одночасній атаці з різних висот та напрямків.

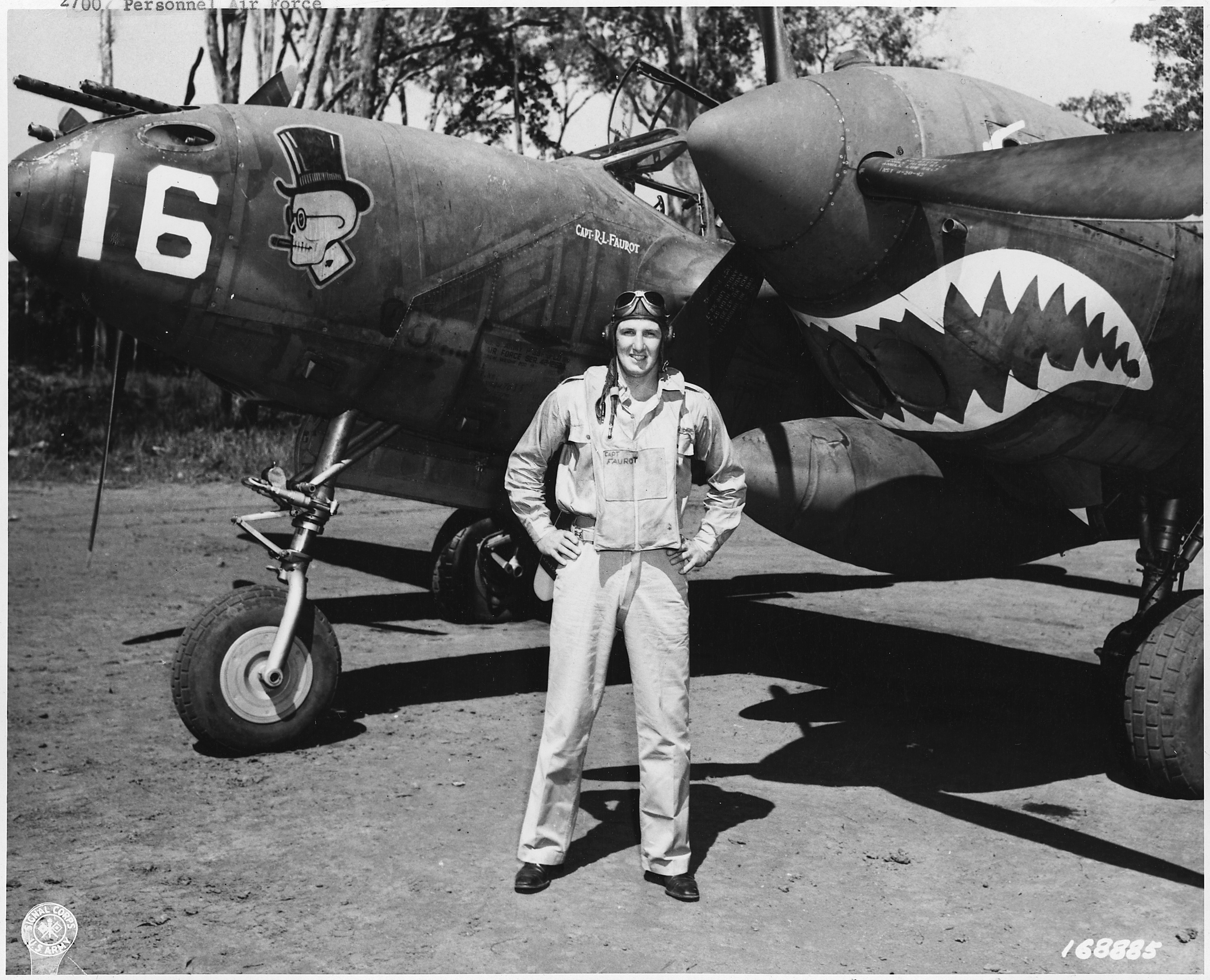
Капітан Роберт Л. Фарот з 39-ї ескадрильї винищувачів, стоїть перед його Р-38 Lightning. Був збитий японським винищувачем під час битви в морі Бісмарка.

Майор Пол Ган та його люди з депо ремонту 81-ї ескадрильї в Таунсвіллі, Квінсленд модифікували деякі літаки ВПС США Douglas A-20 Havoc. Були додані паливні баки, установлені кулемети на носі літака. В грудні 1942 року теж саме спробували зробити з середнім бомбардувальником В-25, щоб перетворити його на винищувача, але це завдання виявилося складнішим. В результаті ніс літака був важчим, що додавало коливання, викликані стрільбою з кулемета.
ВПС Союзників виробили нову тактику атаки японських кораблів. Вона полягала в тому, що бомбардувальники підлітали до кораблів противника на малій висоті та піднімалися для атаки лише перед ціллю. Це дозволяло влучати не лише по палубі корабля, але і по його борту.
В склад п'ятої армії ВПС входили дві групи важких бомбардувальників. В 43-й групі були на озброєнні близько 55 Boeing B-17 Flying Fortress. Більшість з них побувала в жорстких бойових умовах за попередні шість місяців війни і тому мала проблеми із ремонтом літаків. Нещодавно передислокована 90-а група бомбардувальників мала на озброєнні Consolidated B-24 Liberator, але в неї були ті ж проблеми, що і в 43-й групі. Також були дві групи середніх бомбардувальників: 38-а оснащена бомбардувальниками B-25 Mitchells і 22-а, в якій на озброєнні були Martin B-26 Marauder. До складу ВПС також входила 3-я група атаки, оснащена літаками, що являли собою суміш Douglas A-20 Havoc та B-25 Mitchells. Цій групі критично бракувало літаків та екіпажів.

## Хід битви

### Перші атаки

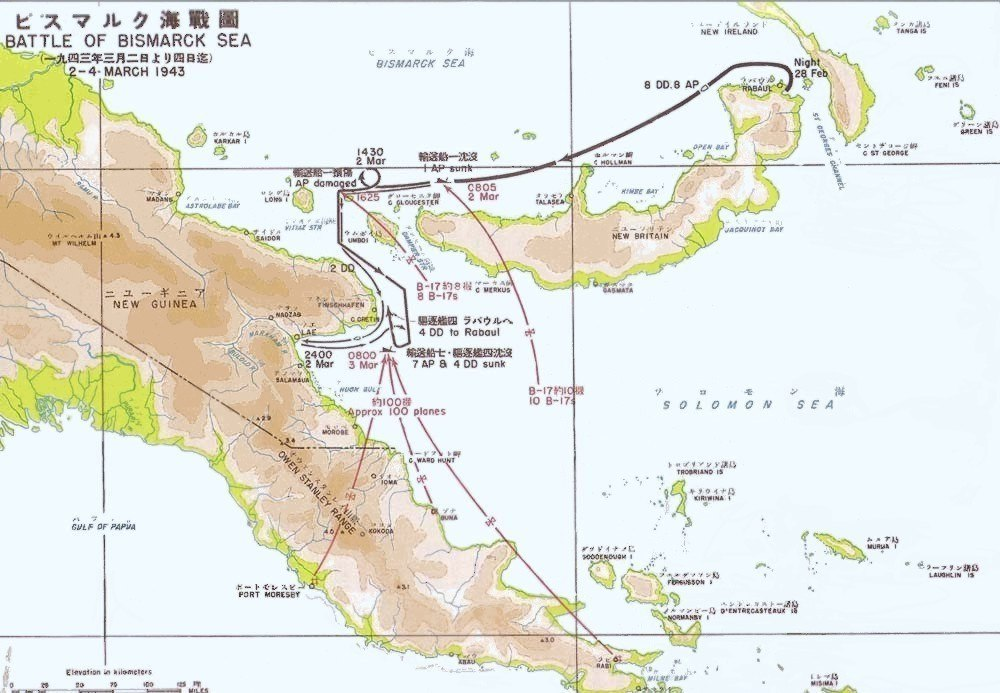
Рух японських суден (чорний) та повітряні атаки Союзників (червоний). На карті показана східна частина Нової Гвінеї, архіпелаги Бісмарка та Соломонових островів. Гуадалканал розташований в правому нижньому куті, Рабаул зверху праворуч, Порт-Морсбі, Буна і Гона внизу.

Японський конвой складався з восьми есмінців та восьми військових транспортів і супроводжувався близько 100 винищувачами, які вийшли з бухти Сімпсон в Рабаулі 28 лютого. Маршрут був спланований таким чином, щоб Союзники вважали ніби кінцевою метою конвою був Маданг, а не Лае. Першу частину маршруту було легко прикривати японською авіацією з військово-повітряних баз, але заключний етап подорожі був особливо небезпечний через загрозу бомбардувань авіацією Союзників.

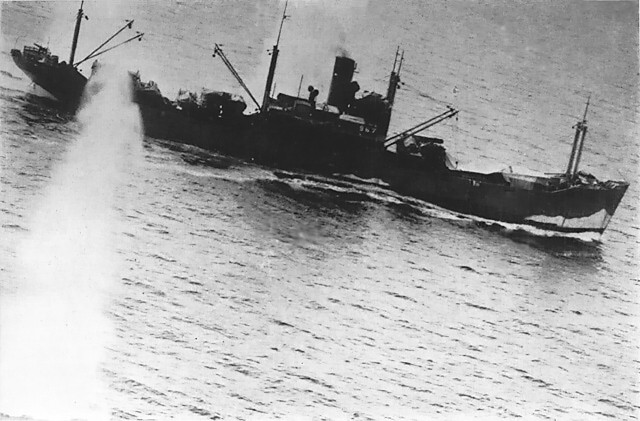
Атака на японський транспорт «Таймей Мару»

Есмінці перевозили 958 військовослужбовців, а транспорти 5954. Командувач 18-ю японською армією — генерал-лейтенант Хатазо Адачі — перебував на есмінці «Токіцукадзе», а командир 51-ї дивізії — генерал-лейтенант Хідемітсу Накано — на борту есмінця «Юкікадзе». Начальник конвою — адмірал Масатомі Кімура, командувач 3-ю флотилією есмінців — перебував на своєму флагмані, есмінці «Сіраюкі». Решта п'ять есмінців були: «Арасіо», «Асасіо», «Асагумо», «Сікінамі», «Юранамі». Есмінці супроводжували транспорти: «Айо Мару», «Кембу Мару», «Оігава Мару», «Сінай Мару», «Таймей Мару», «Кіокусей Мару», «Тейо Мару». В кінці колони окремо йшов транспорт «Нодзіма». Всі кораблі перевозили війська, техніку та боєприпаси, за винятком «Кембу мару», який перевозив 1000 ємностей авіаційного бензину та 650 бочок інших видів палива.
Конвой, рухаючись приблизно зі швидкістю 7 миль на годину, не був виявлений протягом декількох днів через тропічний шторм, що почався в Соломоновому морі та морі Бісмарка в період з 27 лютого по 1 березня. Проте, близько 15:00 1 березня екіпаж патрульного B-24 Liberator виявив конвой. На перехоплення одразу були відправлені 8 важких бомбардувальників B-17 Flying, але вони не змогли виявити кораблі конвою.
На світанку 2 березня 6 RAAF A-20 Bostons атакували Лае, щоб зменшити можливість підтримки конвою японськими ВПС, що там базувалися. Близько 10:00 конвой був знову виявлений літаком-розвідником. Вісім В-17 злетіли для атаки кораблів конвою, а через годину злетіли ще 20 В-17. Вони виявили конвой та скинули на нього бомби. Пілоти з цих літаків стверджували, що влучили в три судна: «Кіокусей Мару» затонув, а «Тейо Мару» та «Нодзіма» були пошкоджені. В цей день було знищено вісім японських винищувачів і ще 13 пошкоджено.
Есмінці «Юкікадзе» і «Асагумо» підібрали близько 950 живих військовослужбовців з «Кіокусей Мару». Ці два есмінці, рухаючись швидше, ніж решта конвою, відірвалися від нього та прибули в Лае раніше і провели висадку. Есмінці повернулися та відновили ескорт конвою наступного дня. Ввечері 2 березня на конвой без одного транспорту та двох есмінців знову напали В-17, але змогли завдати незначних пошкоджень лише одному транспорту. Вночі літаючі човни «Каталіна» з 11-ї ескадрильї взяли на себе функцію стеження за конвоєм.

### Подальші атаки
До 3 березня конвой знаходився в діапазоні дії літаків авіабази в затоці Мілн та восьми торпедоносців-бомбардувальників Bristol Beaufort з ескадрильї RAAF. Через погану погоду лише два літаки змогли виявити конвой, проте після того як конвой обігнув півострів Юон, погода покращилася. Одразу 90 літаків Союзників вилетіли з авіабази в Порт-Морсбі та попрямували до мису Ворд Хант. В той же час 22 А-20 Bostons з ескадрильї RAAF атакували японську базу винищувачів в Лае. Напади на авіабазу в Лае тривали протягом всього дня.
О 10:00 15 В-17 досягли конвою та почали його бомбардування з висоти 7000 футів. В результаті кораблі конвою змушені були маневрувати та знизити концентрацію зенітного вогню. Винищувачі Mitsubishi A6M Zero, які атакували В-17 змушені були переключитися на літаки супроводу Р-38 Lightning. Один з В-17 був підбитий і його екіпаж змушений був стрибати з парашутами. Японські пілоти винищувачів розстрілювали членів екіпажу В-17 з кулеметів поки вони спускалися на парашутах і після їх приземлення на воду. пілоти літаків Союзників заявили про знищення 15-и винищувачів A6M Zero, при цьому втратили п'ять В-17. Насправді японці втратили сім винищувачів та ще три були пошкоджені. Незабаром прибули В-25 та скинули свої бомби. В результаті було потоплено два японських судна.
Першим кораблем, який був уражений за допомогою комбінування обстрілу та бомбардування став «Сіраюкі». Майже всі військові, які знаходилися на мостику, стали жертвами цих атак, в тому числі був поранений Кімура. Одна з бомб влучила в артилерійське відділення, де зберігалися снаряди, що спричинило сильний вибух, корабель розірвало навпіл і він почав тонути. Екіпаж був пересаджений на «Сікінами», а «Сіраюкі» був затоплений. «Токіцукадзе» також був сильно пошкоджений. Його екіпаж був евакуйований на «Юкікадзе». Есмінець «Арасіо» зіткнувся з транспортом «Нодзіма». Обидва есмінця та транспорт були залишені. Пізніше «Нодзіма» був потоплений в результаті повітряної атаки.

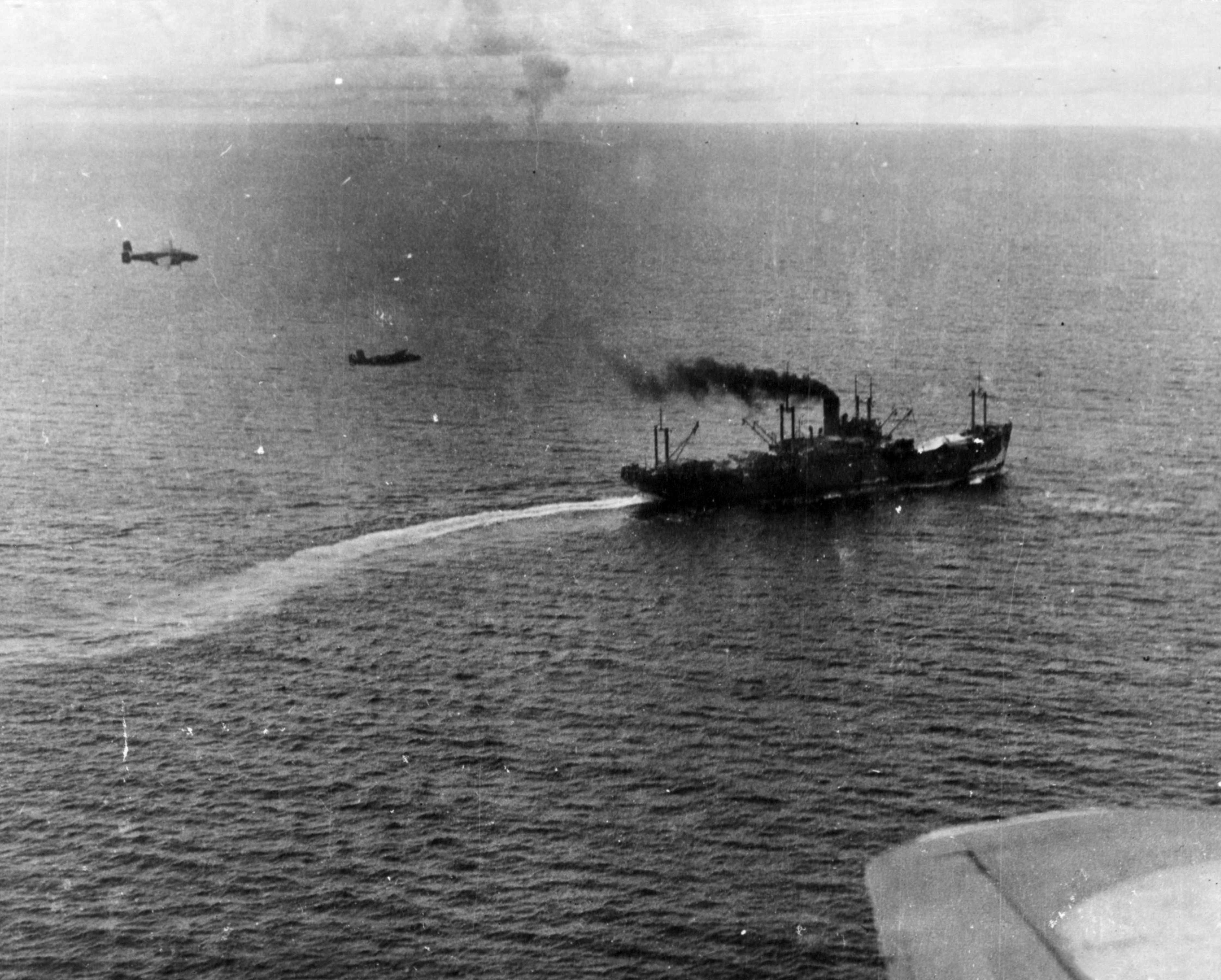
Авіація Союзників здійснює атаку японського корабля на невеликій висоті

Чотирнадцять В-25 повернулися на авіабазу опівдні. До цього часу третина транспортів була потоплена. Інші бомбардувальники також змушені були повернутися на авіабази через те, що витратили майже всі свої боєприпаси, але в другій половині дня вони повернулися, щоб продовжити бомбардування.

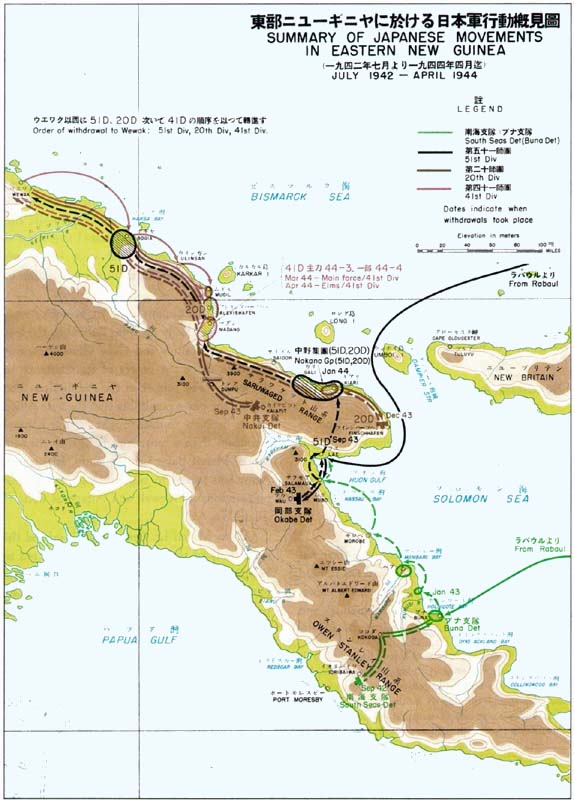
Рух японських військ в східній частині Нової Гвінеї 1942—1944 рр.

Всі сім транспортів палали у вогні або були потоплені внаслідок повітряних атак та бомбардувань Союзників. Також були пошкоджені есмінці «Сіраюкі», «Токіцукадзе» і «Арасіо». Чотири есмінці «Сікінамі», «Юкікадзе», «Юранамі» і «Асагумо» взявши на борт стільки живих скільки можливо, пішли у Рабаул, у супроводі есмінця «Хацуюкі», який прибув з Рабаулу на допомогу. Близько 2 700 японських військовослужбовців було врятовано есмінцями та доставлено назад в Рабаул.
Протягом 3-5 березня торпедні катери та літаки атакували японські рятувальні судна, рятувальні плоти, а також людей, які плавали в морі. Ці дії виправдовували тим, що врятовані військовослужбовці швидко дістануться пункту призначення та повернуться до активної військової служби.
4 березня японська авіація здійснила авіаналіт на аеродром Буна, який Союзники захопили ще в січні, хоча значних втрат завдано не було.
На острові Гуденаф між 8 та 14 березня 1943 року австралійські патрулі виявили та вбили 72 японці, ще 42 були захоплені в полон та 9 японців було знайдено мертвими на плоту. Один з патрулів захопив вісьмох японців, які висадилися на двох плоскодонних човнах. В них були знайдені деякі документи. Один з документів виявився копією списку всіх офіцерів японської армії.

## Результати
Результат битви був катастрофічним для японців. З 6 900 японських військовослужбовців, які були вкрай необхідні в Новій Гвінеї, тільки близько 1200 дісталися Лае. Ще 2700 були врятовані есмінцями та підводними човнами і повернулися в Рабаул. 2890 японських солдатів і матросів були вбиті. Союзники втратили 13 членів екіпажів літаків, 10 з яких загинули в боях, а три інші — в результаті нещасного випадку. Також восьмеро були поранені. Союзники втратили один літак В-17 і три Р-38 під час бою, і один В-25 та один Beaufighter в результаті нещасних випадків.
ВПС Союзників використали під час битви 233 847 куль та бомб, в тому числі скинули 261 п'ятсотфунтову бомбу та 253 1000-фунтові бомби. Нова тактика атаки з різних висот виправдала себе, оскільки результати перевершили очікування та значно покращилася результативність атак порівняно з попередніми. Крім того, значно знизилися втрати літаків та екіпажів.
Макартур прорахувався та випустив комюніке 7 березня, стверджуючи, що було потоплено 22 судна, в тому числі 12 транспортів, три крейсери і сім есмінців разом з 12 792 військовослужбовцями. Штаб ВПС Армії США вивчивши дане питання в середині 1943 року прийшов до висновку, що в битві брали участь лише 16 японських суден, але продовжували дотримуватись попередньої версії.
Не було сумнівів, що японці зазнали значної поразки. Командувач  Імамура особисто вилетів до Імперського Генерального штабу, щоб повідомити про катастрофу. Було вирішено, що не буде більше спроб висадки військ в Лае. Результат битви в морі Бісмарка викликав серйозну занепокоєність командування положенням японських військ в Лае та безпекою Рабаулу. Це призвело до зміни стратегії. Японці перенесли пріоритет військових операцій з Соломонових островів на Нову Гвінею. 18-й армії було додатково виділена доставка боєприпасів, зенітних підрозділів, які були відправлені до Веваку.

## Рекомендована література
- Arbon, J (1979). The Bismarck Sea Ran Red. Marceline, Missouri: Walsworth Press. OCLC 7116275. "ASIN" B0006XMVUI.
- Birdsall, Steve (1977). Flying Buccaneers: The Illustrated Story of Kenney's Fifth Air Force. New York: Doubleday. ISBN 0-385-03218-8. OCLC 3001974.
- Henebry, John P. (2002). The Grim Reapers at Work in the Pacific Theater: The Third Attack Group of the U.S. Fifth Air Force. Missoula, Montana: Pictorial Histories Publishing Company. ISBN 1-57510-093-2. OCLC 52569977.